# Rochedo Caraquet

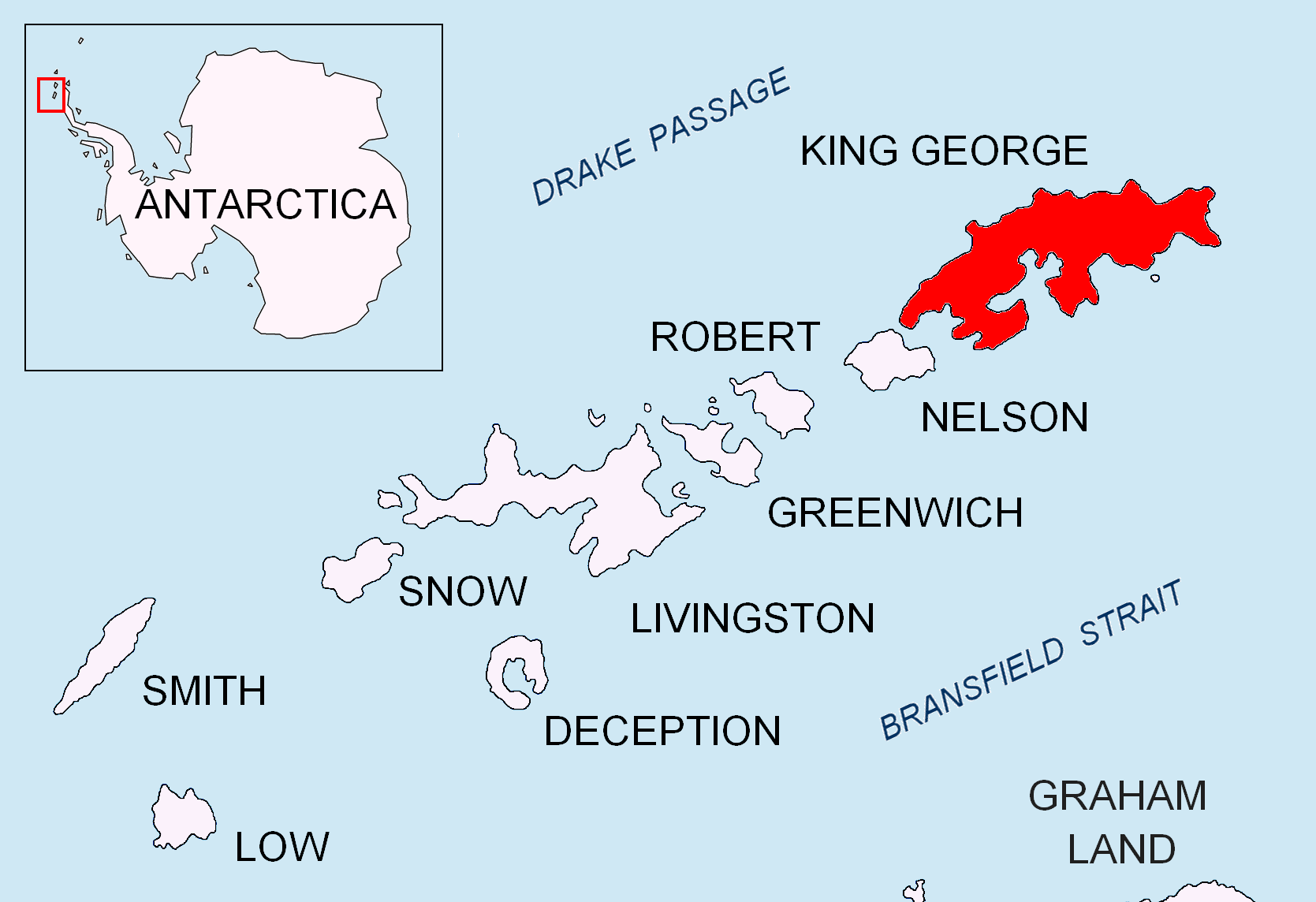
Localização da Ilha do Rei George nas Ilhas Shetland do Sul.

O Rochedo Caraquet (62° 07′ S, 59° 02′ O) é um rochedo situado a aproximadamente a 4 milhas náuticas (7 km) oeste-sudoeste do Cabo Bell, fora da parte oeste da Ilha do Rei George nas Ilhas Shetland do Sul. Batizado pelo Comitê de Nomes de Lugar Antárticos do Reino Unido (UK-APC) em 1960, recebeu o nome do navio caçador de focas Caraquet (Capitão J. Usher) de Liverpool, que visitou as Ilhas Shetland do Sul em 1821-22.